# Rue Froissart (Paris)
Pour les articles homonymes, voir Rue Froissart.
La rue Froissart est une voie du 3e arrondissement de Paris.

## Situation et accès
Ce site est desservi par la station de métro Saint-Sébastien - Froissart.

## Origine du nom
Elle porte le nom de Jean Froissart (1337 – vers 1410), poète et historien.

## Historique
Cette rue fut ouverte en 1804 sur l'emplacement du couvent des Filles-du-Calvaire, et a reçu en 1864 son nom actuel.

## Bâtiments remarquables et lieux de mémoire

Fresque de Sempé à l'angle de la rue Froissart et du boulevard des Filles-du-Calvaire.

- Elle abrite le siège de la Direction régionale et départementale de la concurrence, consommation et répression des fraudes (DGCCRF) et le siège national du Secours populaire français.

## Pour approfondir